# Anna Dorotea de Hohenlohe-Waldenburg
Anna Dorotea de Hohenlohe-Waldenburg -en alemany Anna Dorothea Christina von Hohenlohe-Waldenburg - (Waldenburg, Alemanya, 22 de febrer de 1656 - castell de Schönberg, 28 d'octubre de 1724) era filla del comte Felip Gottfried (1618 — 1679) i d'Anna Cristina de Limpurg-Sontheim (1618 — 1685). El 3 de novembre de 1671 es va casar a Waldenburg amb Jordi Albert II d'Erbach-Fürstenau (1648 — 1717), fill del comte d'Erbach Jordi Albert I (1597 — 1649) i de la comtessa Elisabet Dorotea de Hohenlohe-Waldenburg-Schillingsfürst (1617 — 1655). El matrimoni va tenir tretze fills:
- Cristina (1673 — 1732)
- Felip Enric (1676 — 1776)
- Felip Carles (1677 — 1736), casat amb Carlota Amàlia de Kunowitz (1677-1722).
- Dorotea Elisabet (1679-?)
- Carles Guillem (1680 — 1714)
- Frederic (1681 — 1709)
- Frederica Albertina (1683 — 1709)
- Un fill nascut i mort el (1685)
- Jordi Guillem (1686 — 1757)
- Jordi Albert (1687 — 1706)
- Enriqueta Juliana (1689 — 1718)
- Jordi August (1691 — 1758), casat amb la comtessa Ferrandina Enriqueta de Stolberg-Gedern (1699 — 1750)
- Cristià Carles (1694 — 1701)